# Junk (M83)
Junk è il settimo album in studio del gruppo di musica elettronica francese M83, pubblicato nel 2016.

## Tracce
1. Do It, Try It – 3:37
2. Go! (featuring Mai Lan) – 3:55
3. Walkway Blues (featuring Jordan Lawlor) – 4:49
4. Bibi the Dog (featuring Mai Lan) – 3:54
5. Moon Crystal – 2:26
6. For the Kids (featuring Susanne Sundfør) – 4:41
7. Solitude – 6:03
8. The Wizard – 2:25
9. Laser Gun (featuring Mai Lan) – 4:16
10. Road Blaster – 4:21
11. Tension – 2:05
12. Atlantique Sud (featuring Mai Lan) – 3:24
13. Time Wind (featuring Beck) – 4:09
14. Ludivine – 1:35
15. Sunday Night 1987 – 4:00